# Mike Leigh
Mike Leigh (Salford, 20 febbraio 1943) è un regista e sceneggiatore britannico.
Nella sua opera prevalgono i toni dimessi e le storie semplici di persone spesso appartenenti alla classe popolare. Le sue pellicole sono solitamente ambientate a Londra.

## Biografia
Nasce in una piccola località industriale nei pressi di Manchester dove dimostra un precoce interesse per l'arte visuale, anche per l'influenza del nonno, emigrato russo di religione ebraica, che possedeva un laboratorio di fotografia. Il primo interesse del Mike Leigh ragazzo è il teatro nel quale si cimenta nel paese natale fino a quando decide di trasferirsi a Londra per proseguire gli studi.
A Londra frequenta la Royal Academy of Dramatic Arts e più tardi la London Film School dove studia disegno, pittura, scenografia e recitazione. In seguito entrerà a far parte di diverse compagnie teatrali, attività nella quale rimarrà occupato per tutti gli anni sessanta.
Nel 1971 realizza il primo lungometraggio, che ottiene subito un riconoscimento al Festival di Locarno, ma non incontra un significativo riscontro di pubblico. Negli anni successivi Leigh gira diversi cortometraggi per la televisione affinando il suo stile e facendosi un nome nel settore. Ma è solo alla fine degli anni ottanta che ritorna al cinema con Belle speranze.
Da questo momento in poi diventa un regista di riferimento del cinema inglese con le prove di grande intensità offerte da film come Naked - Nudo, Segreti e bugie e Il segreto di Vera Drake, film che lo designano come uno dei massimi esponenti del realismo inglese.
Su Cahiers du cinéma di aprile 2025 Deux sœurs, del 2024, è presentato e recensito come il film del mese. Nell'articolo il direttore Marcos Uzal dopo aver ricordato come l'affresco storico di Leigh realizzato sei anni prima, Peterloo, sia ingiustamente inedito in Francia ed aver poi elogiato quest'ultima sua opera come la più essenziale e la più ricca, fa un parallelo con Ken Loach per distanziarlo da lui: mentre quest'ultimo è il regista della lotta di classe, Leigh è quello della socialità malata e impossibile.
Anche in Italia l'accostamento dei due registi inglesi, Mike Leigh e Ken Loach, era stato preso in esame. Stefano Boni e Massimo Quaglia hanno avuto modo di scrivere che la critica italiana, a differenza di quella internazionale, «pur apprezzandolo moltissimo, ha spesso preferito occuparsi di altri autori, come per esempio il connazionale Ken Loach. Forse perché Leigh  predilige un approccio intimo alle cose, (...) piuttosto che al grido d'indignata protesta o rivendicazione».

## Filmografia

### Cinema
- Bleak Moments (1971)
- Belle speranze (High Hopes) (1988)
- Dolce è la vita (Life is Sweet) (1990)
- Naked - Nudo (Naked) (1993)
- Segreti e bugie (Secrets & Lies) (1996)
- Ragazze (Career Girls) (1997)
- Topsy-Turvy - Sotto-sopra (Topsy-Turvy) (1999)
- Tutto o niente (All or Nothing) (2002)
- Il segreto di Vera Drake (Vera Drake) (2004)
- La felicità porta fortuna - Happy-Go-Lucky (Happy-Go-Lucky) (2008)
- Another Year (2010)
- Turner (Mr. Turner) (2014)
- Peterloo (2018)
- Scomode verità (Hard Truths) (2024)

### Televisione
- A Mug's Game (1973)
- Hard Labour (1973)
- The Permissive Society (Second City Firsts (1975)
- Nuts in May (Play for Today) (1976)
- Knock for Knock (Second City Firsts) (1976)
- Kiss of Death (1977)
- Abigail's Party (Play for Today) (1977)
- Who's Who (1978)
- Grown-Ups (1980)
- The Five-Minute Films (5 - 9 settembre 1982) 5 minuti ogni film
- Home Sweet Home (1982)
- Second City Firsts
- Meantime (1983)
- Four Days in July (1985)

### Cortometraggi
- The Short and Curlies (1987)
- A Sense of History (1992)
- A Running Jump (2012)

## Riconoscimenti
- Premio Oscar
  - 1997 - Candidatura al miglior regista per "Segreti e bugie"
  - 1997 - Candidatura alla migliore sceneggiatura originale per "Segreti e bugie"
  - 2000 - Candidatura alla migliore sceneggiatura originale per "Topsy-Turvy - Sotto-sopra"
  - 2005 - Candidatura al miglior regista per "Il segreto di Vera Drake"
  - 2005 - Candidatura alla migliore sceneggiatura originale per "Il segreto di Vera Drake"
  - 2009 - Candidatura alla migliore sceneggiatura originale per "La felicità porta fortuna - Happy-Go-Lucky"
  - 2011 - Candidatura alla migliore sceneggiatura originale per "Another Year"

- Premio BAFTA
  - 1993 - Candidatura per il miglior film britannico per "Naked - Nudo"
  - 1996 - Candidatura al miglior film per "Segreti e bugie
  - 1996 - Miglior film britannico per "Segreti e bugie
  - 1996 - Candidatura al miglior regista per "Segreti e bugie"
  - 1996 - Migliore sceneggiatura originale per "Segreti e bugie"
  - 1999 - Candidatura per il miglior film britannico per "Topsy-Turvy - Sotto-sopra"
  - 1999 - Candidatura alla migliore sceneggiatura originale per "Topsy-Turvy - Sotto-sopra"
  - 2004 - Candidatura al miglior film britannico per "Il segreto di Vera Drake"
  - 2004 - Miglior regista per "Il segreto di Vera Drake"
  - 2004 - Candidatura alla migliore sceneggiatura originale per "Il segreto di Vera Drake"
  - 2010 - Candidatura al miglior film britannico per "Another Year"

- Festival di Cannes
  - 1993 - Prix de la mise en scène per "Naked"
  - 1996 - Palma d'oro per "Segreti e bugie"
  - 1996 - Premio della Giuria Ecumenica per "Segreti e bugie"
  - 2010 - Premio della Giuria Ecumenica per "Another Year"

- Mostra del Cinema di Venezia
  - 1988 - Premio FIPRESCI per "Belle speranze"
  - 2004 - Leone d'oro per "Il segreto di Vera Drake"

- Festival del film Locarno
  - 1972 - Pardo d'Oro per "Bleak Moments"